# 移動通信基盤整備協会
公益社団法人移動通信基盤整備協会（いどうつうしんきばんせいびきょうかい、略称：JMCIA）は、日本の公益社団法人。携帯電話業界ではトンネル協会、トン協の通称で知られる。内閣府所管。

## 概要
地下鉄の駅構内や高速道路のトンネル、地下街、医療機関など、携帯電話・PHS等の電波が届きづらい一方で一般顧客の通信ニーズが大きい場所において、共同で基地局設置等の環境整備・維持管理などを行うことを目的としている。また、情報格差（デジタル・ディバイド）解消を目的として、過疎地への基地局整備の際に必要となる光ファイバケーブルの敷設・管理等も行っている。
ただ、設立時の経緯からNTTドコモ・KDDI（連結子会社の沖縄セルラー電話を含む）・ソフトバンクといった携帯大手3社の発言力が大きい関係で、イー・モバイル（現：ソフトバンク）等の新規参入事業者に対する対応が遅れており、イー・モバイル（当時）の千本倖生会長はその点についてメディアに不満を漏らしたこともある。

## 沿革
- 1994年（平成6年）9月7日 社団法人道路トンネル情報通信基盤整備協会として設立
- 2005年（平成17年）11月17日 現在の名称に変更
- 2013年（平成25年）4月1日 公益社団法人に移行

## 会員

### 現在の会員
※2019年（令和元年）6月13日現在。
- NTTドコモ
- KDDI
- ソフトバンク
- 沖縄セルラー電話
- エクシオグループ
- コムシスホールディングス
- 日本無線
- 日立国際電気
- ミライト・ホールディングス
- ドコモCS
- ドコモCS九州
- ドコモCS関西
- ドコモCS東北
- UQコミュニケーションズ
- ドコモCS中国
- ドコモCS東海
- Wireless City Planning
- ドコモCS四国
- ドコモCS北陸
- ドコモCS北海道
- エリクソン・ジャパン
- KDDIエンジニアリング
- パナソニック システムネットワークス
- ノキアソリューションズ＆ネットワークス
- 楽天モバイル

### 元会員
- 財団法人道路保全技術センター
- ドコモ・モバイル